# 恋する地元キャンペーン
恋する地元キャンペーン（こいするじもとキャンペーン）は、NHKが2014年度にインターネットや放送などを通じて展開していたキャンペーン活動、および同キャンペーンで制作、放送されたミニ番組の名称。略称は「恋ジモ（こいジモ）」。選考のキャスティングは日本ご当地アイドル活性協会が担当（企画協力）。

## 概要
NHKは、2013年に連続テレビ小説「あまちゃん」の人気を受けて、同年8月から「日本中が元気になる! 全国「あまちゃん」マップ あなたの町おこしキャンペーン」を展開、2014年4月からは、この地域応援キャンペーンのコンセプトを引き継ぎ、「地域の元気を応援する」キャンペーンとして通年化した「恋する地元キャンペーン」を展開した。ロコドルのキャスティングは日本ご当地アイドル活性協会が担当。
キャンペーンの盛り上げ役として前回と同様に、各都道府県で活動を行うご当地アイドル47組を「恋ジモサポーター」として起用した。「全国あまちゃんマップ」の時は東京代表は2組だったため48組だったところを、今回は各都道府県1組づつを選んだが、29組（東京は2組のうちの1組）は「あまちゃんマップ」から続投した。インターネット上の特設サイトにて、各都道府県の名所・名物・町おこしの取り組みなど、地元ならではの「ふるさと自慢」の写真（ジモふぉと）とメッセージ・エピソードを広く募集、全国各地の地域の魅力を発信するWEBサイトを作り上げることを目的としていた。投稿された内容は同サイトで掲載・紹介されたほか、ふるさと自慢の投稿写真を元にミニ番組が制作され、NHK総合テレビやBSプレミアムで随時放送された。
一般の視聴者からのふるさと自慢の投稿や「恋ジモサポーター」からの投稿数を「地元応援ポイント（略して「ジモポ」）」として独自にポイント化、投稿数のポイント以外にも「恋ジモサポーター」の動画再生回数、地元自慢の投稿に対しての「いいかもボタン」を押したカウント数などによって「ご当地自慢ランキング」を決定し、2週間ごとに発表していた。2015年3月30日に放送された『春のオシバン 〜ご当地アイドル プレゼンSHOW〜』にて地元自慢年間総合ランキングが発表され、1位となった広島県のMMJ、2位となった滋賀県のCan'ce♡浜姫、3位となった兵庫県のKRD8の3組が同番組にて、NHKの2015年春の一押しの新番組の紹介を行った。

## 恋ジモサポーター
| №  | 都道府県名 | サポーターのご当地アイドル  | サポーターのご当地アイドル           |
| №  | 都道府県名 | 恋ジモサポーター            | 全国あまちゃんマップサポーター       |
| -- | ---------- | --------------------------- | ------------------------------------ |
| 1  | 北海道     | フルーティー                | フルーティー                         |
| 2  | 青森県     | りんご娘                    | りんご娘                             |
| 3  | 秋田県     | pramo                       | pramo                                |
| 4  | 岩手県     | Chairmans                   | Chairmans                            |
| 5  | 宮城県     | アイリス                    | アイリス                             |
| 6  | 山形県     | Ai-Girls                    | Ai-Girls                             |
| 7  | 福島県     | アイくるガールズ            | Loveit!                              |
| 8  | 茨城県     | 水戸ご当地アイドル（仮）    | 水戸ご当地アイドル（仮）             |
| 9  | 栃木県     | とちおとめ25                | とちおとめ25                         |
| 10 | 群馬県     | CoCoRo学園                  | CoCoRo学園                           |
| 11 | 埼玉県     | pinkish                     | pinkish                              |
| 12 | 千葉県     | キサらぶガールズ            | 浦安マリンエンジェルス（UMA）        |
| 13 | 神奈川県   | ナチュラルポイント          | ナチュラルポイント                   |
| 14 | 東京都     |                             | 夢みるアドレセンス                   |
| 14 | 東京都     | asfi                        |                                      |
| 15 | 新潟県     | RYUTist                     | RYUTist                              |
| 16 | 富山県     | Vienolossi                  | Vienolossi                           |
| 17 | 石川県     | おやゆびプリンセス          | おやゆびプリンセス                   |
| 18 | 福井県     | せのしすたぁ(瀬乃∞しすたぁ) | せのしすたぁ(瀬乃∞しすたぁ)          |
| 19 | 長野県     | オトメ☆コーポレーション     | あっぷる学園                         |
| 20 | 山梨県     | ぶどう党                    | FUJI SAKURA塾                        |
| 21 | 静岡県     | オレンチェ                  | ぷりんせす♪りぼん                    |
| 22 | 愛知県     | OS☆U                        | OS☆U                                 |
| 23 | 岐阜県     | 天下布舞!岐阜姫軍団         | 天下布舞!岐阜姫軍団                  |
| 24 | 三重県     | JuRias                      | 4-sails                              |
| 25 | 滋賀県     | Can'ce浜姫                  | FrilL FleuR                          |
| 26 | 大阪府     | JK21                        | 大阪 DAIZY7                          |
| 27 | 京都府     | 加茂川マコト                | 加茂川マコト                         |
| 28 | 和歌山県   | プラチナスター              | SA-La                                |
| 29 | 兵庫県     | KRD8                        | Hmj 姫っ娘5                          |
| 30 | 奈良県     | Le Siana                    | Le Siana                             |
| 31 | 岡山県     | アンジェル                  | Saku Love                            |
| 32 | 広島県     | MMJ                         | MMJ                                  |
| 33 | 鳥取県     | こすぴッと                  | こすぴッと                           |
| 34 | 島根県     | ChoCho娘.Be                 | Shimane Diva Project                 |
| 35 | 山口県     | 山口活性学園                | 山口活性学園                         |
| 36 | 愛媛県     | 愛の葉Girls                 | ひめキュンフルーツ缶                 |
| 37 | 徳島県     | Baby dolls                  | しんまち七色ばんど                   |
| 38 | 高知県     | はちきんガールズ            | はちきんガールズ                     |
| 39 | 香川県     | きみともキャンディ          | きみともキャンディ                   |
| 40 | 福岡県     | LinQ                        | LinQ                                 |
| 41 | 長崎県     | MilkShake（ミルクセーキ）   | SASEBO キャンディーズ                |
| 42 | 佐賀県     | Pinky Sky（ピンキースカイ） | Pinky Sky（ピンキースカイ）          |
| 43 | 熊本県     | POPSAURUS                   | POPSAURUS                            |
| 44 | 大分県     | chimo                       | SPATIO                               |
| 45 | 宮崎県     | MKM-ZERO                    | Marine Kiss                          |
| 46 | 鹿児島県   | S★UTHERN CROSS              | S★UTHERN CROSS                       |
| 47 | 沖縄県     | 琉球QT-BLUE                 | ぴらのぱうるすあんどぱっきゃまらんど |

※全国地方公共団体コード順

## 番組

### ミニ番組
※gooテレビ番組、NHKネットクラブより、放送日はNHK総合テレビでの放送日
| #  | 放送日         | 出演恋ジモサポーター       | 場所                           | ふるさと自慢                                         | 備考   |
| -- | -------------- | -------------------------- | ------------------------------ | ---------------------------------------------------- | ------ |
| 01 | 2014年04月11日 | オレンチェ                 | 静岡県・焼津さかなセンターほか | 富士山丼                                             |        |
| 02 | 2014年04月13日 | PinkySky（ピンキースカイ） | 佐賀県・唐津市呼子町           | 一夜干し                                             |        |
| 03 | 2014年04月15日 | ナチュラルポイント         | 神奈川県・湯河原町             | 湯河原きもの華クラブ                                 |        |
| 04 | 2014年04月16日 | キサらぶガールズ           | 千葉県・白子町                 | 白子流ブイヤベース                                   |        |
| 05 | 2014年04月18日 | 琉球QT-BLUE                | 沖縄県・首里城公園、金城町ほか | ぶくぶく茶                                           |        |
| 06 | 2014年04月20日 | ナチュラルポイント         | 神奈川県・湯河原町             | 湯河原きもの華クラブ                                 | 再放送 |
| 07 | 2014年04月22日 | JuRias                     | 三重県・松阪市                 | 松阪木綿の手織り体験                                 |        |
| 08 | 2014年04月23日 | MMJ                        | 広島県・しまなみ海道・尾道ほか | サイクリング施設                                     |        |
| 09 | 2014年04月26日 | 天下布舞！岐阜姫軍団       | 岐阜県・飛騨市神岡町           | 町並み散策、レールマウンテン                         |        |
| 10 | 2014年04月30日 | オトメ☆コーポレーション    | 長野県・上田市                 | 上田市消防団                                         |        |
| 11 | 2014年05月03日 | asfi                       | 東京都・練馬区江古田           | 江古田ミツバチ・プロジェクト                         |        |
| 12 | 2014年05月09日 | アンジェル                 | 岡山県・美咲町                 | 棚田米、米入りジェラート「じぇらいす」               |        |
| 13 | 2014年05月13日 | はちきんガールズ           | 高知県・いの町「紙の博物館」   | 土佐典具帖紙、土佐和紙作り体験                       |        |
| 14 | 2014年05月15日 | ぶどう党                   | 山梨県・富士河口湖町           | かやぶき集落                                         |        |
| 15 | 2014年05月17日 | COCORO学園                 | 群馬県・桐生市                 | 電気自動車で巡る観光案内、織物工場の「のこぎり屋根」 |        |
| 16 | 2014年05月20日 | きみともキャンディ         | 香川県・高松市                 | 栗林公園、「恋ツツジ」                               |        |
| 17 | 2014年05月27日 | RYUTist                    | 新潟県・三条市                 | カレーラーメン                                       |        |
| 18 | 2014年06月04日 | 加茂川マコト               | 京都府・和束町                 | 和束茶カフェ「天空かふぇ」                           |        |
| 19 | 2014年06月08日 | サザンクロス               | 鹿児島県・桜島                 | NPO法人『桜島ミュージアム』                          |        |
| 20 | 2014年06月10日 | asfi                       | 東京都・練馬区江古田           | 江古田ミツバチ・プロジェクト                         | 再放送 |
| 21 | 2014年06月13日 | Chimo                      | 大分県・別府市                 | 「地獄蒸しプリン」「赤いラズベリーソースのプリン」   |        |
| 22 | 2014年06月16日 | Le Siana（ルシャナ）       | 奈良県・明日香村               | 石舞台古墳、古代ガラスの制作体験、ガラス玉作り       |        |
| 23 | 2014年06月19日 | 水戸ご当地アイドル（仮）   | 茨城県・笠間市                 | 笠間焼                                               |        |
| 24 | 2014年06月22日 | Ai-Girls                   | 山形県・米沢市                 | 小野川温泉                                           |        |
| 25 | 2014年06月26日 | pramo                      | 秋田県・仙北市角館             | 地元の伝統の踊り「飾山（おやま）囃子」               |        |
| 26 | 2014年07月03日 | アイリス                   | 宮城県・石巻市                 | 金華サバ、「サバだしラーメン」                       |        |
| 27 | 2014年07月13日 | フルーティー               | 北海道・利尻島                 | 利尻昆布、「島の駅 海藻の里・利尻」                  |        |
| 28 | 2014年07月13日 | LinQ                       | 福岡県・柳川市                 | 名物「うなぎのせいろ蒸し」                           |        |
| 29 | 2014年07月15日 | MilkShake                  | 長崎県・黒島                   | 教会、島めし「鯛の塩炊き」                           |        |
| 30 | 2014年07月17日 | オレンチェ                 | 静岡県・焼津さかなセンターほか | 富士山丼                                             | 再放送 |
| 31 | 2014年07月22日 | chairmans                  | 岩手県・ 一関市                | 「お餅」                                             |        |
| 32 | 2014年07月25日 | アンジェル                 | 岡山県・美咲町                 | 棚田米、米入りジェラート「じぇらいす」               | 再放送 |
| 33 | 2014年07月31日 | フルーティー               | 北海道・利尻島                 | 利尻昆布、「島の駅 海藻の里・利尻」                  | 再放送 |
| 34 | 2014年08月05日 | ChoCho娘Be                 | 島根県・松江市                 | 松江京店商店街・縁結びスポットマップ                 |        |
| 35 | 2014年08月07日 | OS☆U                       | 愛知県・南知多町               | 内海海岸物語プロジェクト、砂時計作り体験             |        |
| 36 | 2014年08月13日 | Ai-Girls                   | 山形県・米沢市                 | 小野川温泉                                           | 再放送 |
| 37 | 2014年08月15日 | JuRias                     | 三重県・松阪市                 | 松阪木綿の手織り体験                                 | 再放送 |
| 38 | 2014年08月19日 | とちおとめ25               | 栃木県・那須高原               | サイクリスト受入設備                                 |        |
| 39 | 2014年08月22日 | pramo                      | 秋田県・仙北市角館             | 地元の伝統の踊り「飾山（おやま）囃子」               |        |
| 40 | 2014年08月27日 | KRD8                       | 兵庫県・たつの市室津           | 宿場町、賀茂神社、室津海駅館                         |        |
| 41 | 2014年09月02日 | りんご娘                   | 青森県・黒石市                 | こけし、津軽こけし館                                 |        |
| 42 | 2014年09月09日 | べぃび〜ど〜るず           | 徳島県・阿南市                 | 野球、「野球のまち推進課」                           |        |
| 43 | 2014年09月11日 | せのしすたぁ               | 福井県・大野市                 | 名水百選「御清水」                                   |        |
| 44 | 2014年09月17日 | アイくるガールズ           | 福島県・北塩原村               | 山塩ラーメン、山塩ソフトクリーム                     |        |
| 45 | 2014年09月19日 | JK21                       | 大阪府                         | 大阪城、「大阪城甲冑隊」                             |        |
| 46 | 2014年09月23日 | とちおとめ25               | 栃木県・那須高原               | サイクリスト受入設備                                 | 再放送 |
| 47 | 2014年09月24日 | こすぴッと                 | 鳥取県・米子市淀江町           | 淀江傘                                               |        |
| 48 | 2014年09月30日 | ぶどう党                   | 山梨県・富士河口湖町           | かやぶき集落                                         | 再放送 |
| 49 | 2014年10月03日 | りんご娘                   | 青森県・黒石市                 | こけし、津軽こけし館                                 | 再放送 |
| 50 | 2014年10月10日 | プラチナスター             | 和歌山県・田辺市               | 龍神温泉「美人の湯」「美人鍋」「龍神温泉美人体操」   |        |
| 51 | 2014年10月15日 | asfi                       | 東京都・練馬区江古田           | 江古田ミツバチ・プロジェクト                         | 再放送 |
| 52 | 2014年10月17日 | Vienolossi                 | 富山県・上市町                 | 大岩山日石寺・滝行体験、名物「そうめん」             |        |
| 53 | 2014年10月23日 | OS☆U                       | 愛知県・南知多町               | 内海海岸物語プロジェクト、砂時計作り体験             | 再放送 |
| 54 | 2014年10月31日 | LinQ                       | 福岡県・柳川市                 | 名物「うなぎのせいろ蒸し」                           | 再放送 |
| 55 | 2014年11月02日 | 天下布舞！岐阜姫軍団       | 岐阜県・神岡町                 | 町並み散策、レールマウンテン                         | 再放送 |
| 56 | 2014年11月04日 | MMJ                        | 広島県・しまなみ海道・尾道ほか | サイクリング施設                                     | 再放送 |
| 57 | 2014年11月10日 | POPSAURUS                  | 熊本県・天草諸島               | タコ、“タコ踊り”の舞                                 |        |
| 58 | 2014年11月11日 | RYUTist                    | 新潟県・三条市                 | カレーラーメン                                       | 再放送 |
| 59 | 2014年11月11日 | 加茂川マコト               | 京都府・和束町                 | 和束茶カフェ「天空かふぇ」                           | 再放送 |
| 60 | 2014年11月14日 | Pinkish                    | 埼玉県・春日部市               | シャッターアート                                     |        |
| 61 | 2014年11月17日 | pramo                      | 秋田県・仙北市角館             | 地元の伝統の踊り「飾山（おやま）囃子」               | 再放送 |
| 62 | 2014年11月26日 | POPSAURUS                  | 熊本県・天草諸島               | タコ、“タコ踊り”の舞                                 | 再放送 |
| 63 | 2014年11月27日 | Can'ce浜姫                 | 滋賀県・長浜市富田町           | 人形浄瑠璃、富田人形会館                             |        |
| 64 | 2014年12月04日 | 山口活性学園               | 山口県・下関市                 | ふぐ、唐戸市場、「お魚ひろめ隊」                     |        |
| 65 | 2014年12月16日 | MilkShake                  | 長崎県・黒島                   | 教会、島めし「鯛の塩炊き」                           | 再放送 |
| 66 | 2014年12月21日 | chairmans                  | 岩手県・ 一関市                | 「お餅」                                             | 再放送 |
| 67 | 2014年12月24日 | POPSAURUS                  | 熊本県・天草諸島               | タコ、“タコ踊り”の舞                                 | 再放送 |
| 68 | 2014年12月26日 | きみともキャンディ         | 香川県・高松市                 | 栗林公園、「恋ツツジ」                               | 再放送 |
| 69 | 2015年01月07日 | せのしすたぁ               | 福井県・大野市                 | 名水百選「御清水」                                   | 再放送 |
| 70 | 2015年01月08日 | はちきんガールズ           | 高知県・いの町「紙の博物館」   | 土佐典具帖紙、土佐和紙作り体験                       | 再放送 |
| 71 | 2015年01月09日 | 愛の葉ガールズ             | 愛媛県・内子町                 | 和ろうそく、紙すき、木工、『今は昔、内子彩あんどん』 |        |
| 72 | 2015年01月16日 | アイリス                   | 宮城県・石巻市                 | 金華サバ、「サバだしラーメン」                       | 再放送 |
| 73 | 2015年01月25日 | アイくるガールズ           | 福島県・北塩原村               | 山塩ラーメン、山塩ソフトクリーム                     | 再放送 |
| 74 | 2015年01月30日 | 加茂川マコト               | 京都府・和束町                 | 和束茶カフェ「天空かふぇ」                           | 再放送 |
| 75 | 2015年02月05日 | りんご娘                   | 青森県・黒石市                 | こけし、津軽こけし館                                 | 再放送 |
| 76 | 2015年02月08日 | JK21                       | 大阪府                         | 大阪城、「大阪城甲冑隊」                             | 再放送 |
| 77 | 2015年02月12日 | Vienolossi                 | 富山県・上市町                 | 大岩山日石寺・滝行体験、名物「そうめん」             | 再放送 |
| 78 | 2015年02月13日 | きみともキャンディ         | 香川県・高松市                 | 栗林公園、「恋ツツジ」                               | 再放送 |
| 79 | 2015年02月15日 | アイリス                   | 宮城県・石巻市                 | 金華サバ、「サバだしラーメン」                       | 再放送 |
| 80 | 2015年02月18日 | こすぴッと                 | 鳥取県・米子市淀江町           | 淀江傘                                               | 再放送 |
| 81 | 2015年02月25日 | べぃび〜ど〜るず           | 徳島県・阿南市                 | 野球、「野球のまち推進課」                           | 再放送 |
| 82 | 2015年02月26日 | MKM-ZERO                   | 宮崎県・都井岬                 | 天然記念物の野生馬「御崎馬」、都井岬ビジターセンター |        |
| 83 | 2015年03月03日 | オトメ☆コーポレーション    | 長野県・上田市                 | 上田市消防団                                         | 再放送 |
| 84 | 2015年03月06日 | Le Siana（ルシャナ）       | 奈良県・明日香村               | 石舞台古墳、古代ガラスの制作体験、ガラス玉作り       | 再放送 |
| 85 | 2015年03月06日 | KRD8                       | 兵庫県・たつの市室津           | 宿場町、加茂神社、室津海駅館                         | 再放送 |
| 86 | 2015年03月08日 | プラチナスター             | 和歌山県・田辺市               | 龍神温泉「美人の湯」「美人鍋」「龍神温泉美人体操」   | 再放送 |
| 87 | 2015年03月11日 | 山口活性学園               | 山口県・下関市                 | ふぐ、唐戸市場、「お魚ひろめ隊」                     | 再放送 |
| 88 | 2015年03月16日 | MKM-ZERO                   | 宮崎県・都井岬                 | 天然記念物の野生馬「御崎馬」、都井岬ビジターセンター | 再放送 |
| 89 | 2015年03月20日 | おやゆびプリンセス         | 石川県・金沢市                 | 「加賀友禅」、加賀ロリプロジェクト                   |        |
| 90 | 2015年03月23日 | おやゆびプリンセス         | 石川県・金沢市                 | 「加賀友禅」、加賀ロリプロジェクト                   | 再放送 |

### 特別番組
- 恋する地元キャンペーン ご当地アイドル 地元自慢ランキング（2014年8月30日、NHK総合）[11]
- 春のオシバン 〜ご当地アイドル プレゼンSHOW〜（2015年3月30日、NHK総合）[12]

### 関連番組
- Rの法則「全国地元アイドルオンエアバトル」（2014年8月26日、Eテレ）[13]

## 連動企画
各都道府県の「恋ジモサポーター」が出演するミニ番組『恋する地元キャンペーン』はNHKオンデマンドでも配信されたほか、NHKオンデマンドが企画した「『ご当地アイドルコレクション』Powered by NHKオンデマンド」によるイベントのステージに「恋ジモサポーター」に起用されたご当地アイドルが出演した。なお、『ご当地アイドルコレクション』も2014年度をもって終了している。
- アイドルDEオンデマンド〜ご当地自慢頂上決戦〜（2014年5月3日、NHK放送センター【渋谷DEど〜も】屋外ステージ）[15]
  - 出演:OS☆U、りんご娘、Vienolossi、asfi、JK21、KRD8、はちきんガールズ
- NHKオンデマンド WONDERアイドルステージ〜恋する地元キャンペーン〜（2014年8月9日、ベルサール秋葉原）[16]
  - 2014年5月2日から同年7月20日までの80日間にわたるNHKオンデマンドでのプロモーションビデオ対決ファイナルイベント。
  - 出演:OS☆U、フルーティー、asfi、JK21、アイリス、アイくるガールズ、MilkShake、愛の葉ガールズ
  - 優勝はアイくるガールズ

## 各放送局による展開
- NHK仙台放送局、2014年5月17日、18日に開催された仙台・青葉まつりにてアイリスがNHK仙台放送局の番組PR活動を行った[17][18]。
- NHK秋田放送局、2014年7月26日、27日にエリアなかいちにて開催された「なかいちNHK夏キャンペーン2014」恋ジモin秋田にてpramoがNHK夏の番組をPR[19]。
- NHK千葉放送局、千葉県域放送のNHK-FMのほか、千葉放送局で制作する番組『チバ☆スタ』や、主催のイベントなどにキサらぶガールズが出演[20][21]。
- NHK金沢放送局、『かがのとイブニング』内での投稿写真を紹介するコーナー、ことじろう写真館の応援サポーターにおやゆびプリンセスを任命[22]。